# Pucará-Figurine

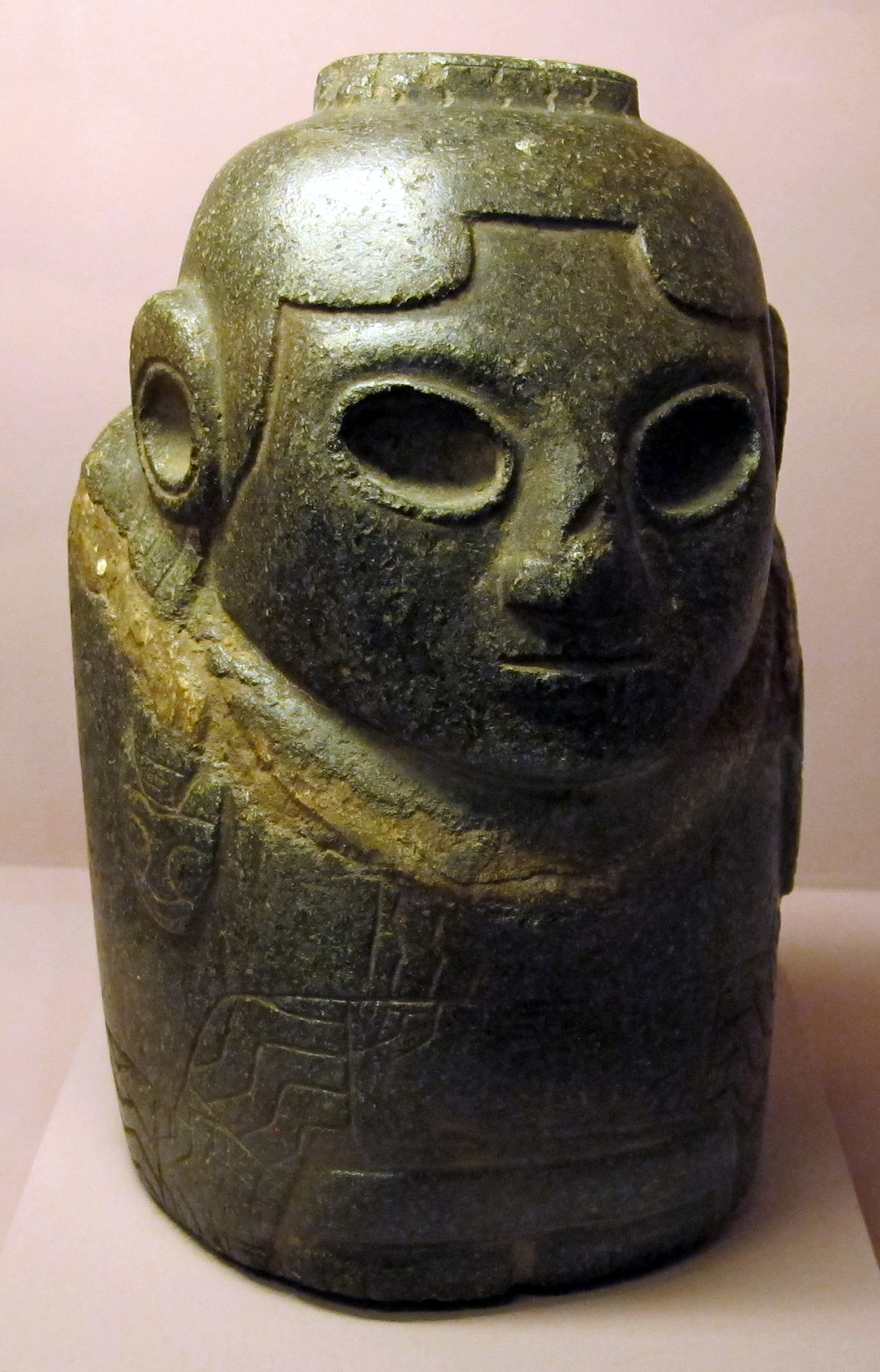
Die Pucará-Figurine im Bernischen Historischen Museum

Bei der sogenannten Pucará-Figurine (medial meist als Ekeko-Steinfigur
oder kurz Ekeko bezeichnet) handelt es sich um eine etwa 2000 Jahre alte Figurine aus Tiwanaku im heutigen Bolivien. Sie ist eines der besterhaltenen und schönsten Erzeugnisse der Pukara-Kultur. Die Bezeichnung „Ekeko-Steinfigur“ rührt daher, dass es Stimmen gibt, es handle sich um die Gottheit Ekeko (Gottheit des Überflusses und des Wohlstands der Aymara). Dies wird jedoch von wissenschaftlicher Seite bezweifelt. Um den „Fall Ekeko“ entbrannte ein Kulturgüterstreit zwischen Bolivien und der Schweiz, wo die Figurine seit 1929 im Bernischen Historischen Museum ausgestellt war. Der Kulturgüterstreit wurde ein berühmter Fall von Beutekunst und führte zu diplomatischen Verstimmungen zwischen beiden Ländern.

## Basisdaten
Bei der anthropomorphen Figur handelt es sich um eine etwa 15,5 cm grosse, rundliche (höchstwahrscheinlich weibliche) Steinfigur. Sie ist im Pucará-Stil (etwa 200 v. bis 200 n. Chr.) gefertigt. Die bedeutendste Stätte dieser vorinkaischen Kultur liegt auf der nordwestlichen Seite des Titicacasees im heutigen Peru. Genau wie der Tiwanaku-Stil ist ein Kennzeichen des Pucará-Stils das hohe Mass an Stilisierung der Figuren von Menschen und mythischen Wesen und die Vorliebe für abstrakt-geometrische Motive.

## Geschichte der Figur
Der Schweizer Naturforscher Johann Jakob von Tschudi, der die schweizerische Wahrnehmung der Sklaverei wesentlich prägte und dabei Schwarze und Indigene als minderwertig beschrieb, brachte die Figur 1858 in Tiwanacu nahe der historischen Ruinenstätte Tiwanaku in seinen Besitz. Er beschrieb in seinen Tagebüchern, wie er die Figurine ihrem Besitzer abhandelte, der sich des kulturhistorischen Wertes der Figur nicht bewusst war. Zunächst weigerte sich dieser, die Figurine zu verkaufen, aber nachdem er «[…] von meinen Reisegefährten ein grosses Glas Cognac in Empfang genommen hatte, kannte seine Höflichkeit und Dienstbereitwilligkeit keine Grenzen mehr»; schliesslich «[…] ergriffen sie schon gänzlich betrunken die Initiative und als wir schon im Sattel sassen, kam das Geschäft zustande. Ich zahlte schnell, steckte das Idol in die Satteltasche». Nachdem er dem einheimischen Besitzer die Figurine mit Einsatz von Cognac als Überzeugungsmittel „abgekauft“ hatte, verliess von Tschudi zügig Tiwanacu. Im Folgenden brach unter der indigenen Bevölkerung ein Tumult aus, da sich einige Indigene wegen des «Kaufs» betrogen fühlten und erzürnt waren. Sie verfolgten von Tschudi und seine Begleiter betrunken, konnten ihn aber nicht mehr einholen.
Tschudis Nachkommen verkauften die Pucará-Figurine 1929 an das Bernische Historische Museum.

## Darstellung
Was die Steinfigur genau darstellt, ist umstritten. Wahrscheinlich handelt es sich um eine weibliche Person. Die Motive auf der Steinfigur werden als „Textilumhang“ und „nach hinten herabfallende schlangenförmige Haarzöpfe“ interpretiert. Zudem soll es sich beim mythischen Wesen auf dem Rücken der Figur nach Ansicht von einigen Autoren um ein „Frosch-Motiv“ handeln.
Bolivien erklärte wiederholt, die Figur stelle die männliche Gottheit Ekeko dar, eine Gottheit des Überflusses und des Wohlstands der Aymara. Das Bernische Historische Museum entgegnete, dass in der wissenschaftlichen Literatur lediglich ein bolivianischer Autor 1969 diese Figur als eine Darstellung des Ekeko interpretiert habe. Bei diesem einen Autor handelt es sich um den Pionierarchäologen Carlos Ponce Sanginés (1925–2005). Als Ursprung der Figurine gibt Ponce die Ruinenstätte Tiwanaku an.
Nach Ansicht von Archäologen handelt es sich bei der Figurine in stilistisch-kultureller Sicht nicht um Ekeko. Tschudi berichtete in seinen Tagebüchern, dass die ursprünglichen Besitzer die Figur nicht als Ekeko, sondern als Beschützergottheit vor Dieben verehrten.

## Diplomatischer Disput
Die Figur befand sich seit 1929 im Bernischen Historischen Museum als eines von vielen Exponaten der Dauerausstellung «Vielfalt der Kulturen in Amerika». Boliviens Botschafterin Elizabeth Cristina Salguero Carrillo wurde von ihrem Ministerium für Dekolonisierung auf die Figur aufmerksam gemacht. Nachdem der Ex-Präsident Boliviens Evo Morales «den Ekeko» zur Staatsangelegenheit machte, stattete eine bolivianische Delegation dem Bernischen Museum einen Besuch ab. Begleitet wurden sie öffentlichkeitswirksam von zwei Spirituellen des Volks der Aymara. Ein paar Monate später setzte sich Boliviens Aussenminister David Choquehuanca in einer emotionalen Stellungnahme für die Rückkehr «des Ekeko» ein. Er sagte: «Der Ekeko ist Teil unserer Spiritualität […]. Das Volk weint wegen seiner Abwesenheit. Nicht nur Präsident Morales, sondern das ganze Volk, alle Indigenen, der ganze Kontinent, alle wünschen die Rückkehr des Ekeko.»
Das bolivianische Dekolonisierungsministerium und Vertreter der indigenen Völker verkündeten, dass es sich bei der Steinfigur um eine antike Darstellung der Gottheit Ekeko handele. Das Bernische Historische Museum entgegnete, dass in der wissenschaftlichen Fachliteratur nur ein bolivianischer Autor die Figurine als eine Darstellung des Ekeko interpretiere. Namhafte Experten hätten konstatiert, dass die Figur nicht die männliche Gottheit Ekeko, sondern eine weibliche Person darstelle. Boliviens Ex-Präsident Evo Morales äußerte, dass die Figur ein Exempel dafür sei, dass Bolivien in der Kolonialzeit nicht nur seiner natürlichen Ressourcen, sondern auch seiner indigenen Kulturgüter beraubt worden sei.
2014 übergab das Bernische Historische Museum nach massivem politischen Druck der bolivianischen Regierung dem bolivianischen Nationalmuseum für Archäologie in La Paz (Museo Nacional de Arqueología de Bolivia) die Steinfigur. Daraufhin verkündete Evo Morales: «Bevor Ekeko in die Schweiz kam, hatte dieses Land noch keinen Reichtum. Ekeko kam in die Schweiz und das Land wurde reich. Nun kommt unser Ekeko zurück nach Bolivien und wir kehren zum Reichtum unserer Vorfahren zurück. Unsere Gottheit des Ekeko kehrt nach 157 Jahren zurück, unsere Gottheit der Fülle, die Energie der Fülle; sie wurde entführt, sie lebte im Exil, sie war in Europa eingesperrt.»
Im Folgenden kündigten beide Museen in Bezug auf die Figur eine enge Zusammenarbeit in den Bereichen Konservierung, Forschung und Vermittlung an. Zudem sei man sich einig gewesen, dass die Figur in La Paz sowohl bei der Bevölkerung als auch unter Wissenschaftlern eine größere Beachtung als in Bern finde.
Nach der Rückgabe der Figur feierte die indigene Bevölkerung von La Paz diese in den Straßen. Hunderte Bolivianer nahmen an einer Zeremonie teil.

## Gesellschaftliche Diskussion
Nach Silvia Süess (WOZ) wirft der „Fall Ekeko“ die Frage auf, ob religiös gebrauchte Gegenstände wie der Ekeko an jene ethnische Gruppe zurückgegeben werden sollen, von der sie verehrt werden, oder an die Nation als deren Rechtsnachfolger. Nach dem damaligen Direktor des Museums Jakob Messerli sei der «Fall Ekeko» kein Präzedenzfall, da das Berner Museum nicht anerkannt habe, dass es sich bei der Steinfigur tatsächlich um eine Darstellung der Gottheit Ekeko handelt.